# Кондратовская (Устьянский район)
Кондратовская (Кырканда) — деревня в Устьянском районе Архангельской области. Относится к МО муниципальному образованию «Дмитриевское» c административным центром в деревне Алферовская. Глава муниципального образования — Липкова Надежда Александровна.

## География
Деревня Кондратовская расположена на реке Устья (приток Ваги), неподалёку от впадения в нее ее левого притока Вонжуги (Вольжуги). Основная часть деревни расположена на правом берегу, а улица, идущая по левому берегу Устьи носит название «Заречная». Улицы правого берега: Таграсная, Целинская, Клубная, Рабочая, Береговая.
По левому берегу проходит и дорога 11К-796 — Усть-Кизема — Кондратовская — Березник Соседние деревни: Тарасовская (Верхний Березник), Алферовкая, посёлок Кизема.

### Часовой пояс
Деревня Кондратовская, как и вся Архангельская область, находится в часовой зоне МСК (московское время). Смещение применяемого времени относительно UTC составляет +3:00.

## История
Первое упоминание в летописях примерно 455 лет назад. Распространенными фамилиями являются Рогачёв и Шестаков.
Фотографией «Изба в деревне Кырканда Архангельской области. 19 в.» была проиллюстрирована статья «Изба» в Большой советской энциклопедии.

## Достопримечательности
Памятник землякам, погибшим в годы Великой Отечественной войны.

## Население
| 2002 | 2010 | 2012 |
| ---- | ---- | ---- |
| 169  | ↘87  | ↗135 |

К 2022 году общая постоянная численность населения составляет ~100 человек, религия: православие; национальность: русские.